# Noah Al-Khulaifi
Noah Al-Khulaifi, född 10 maj 1999, är en qatarisk simmare.
Al-Khulaifi tävlade för Qatar vid olympiska sommarspelen 2016 i Rio de Janeiro, där han blev utslagen i försöksheatet på 100 meter ryggsim.